# Lista planetelor minore: 74001–75000
| Nume                                            | Denumire provizorie                             | Data descoperirii                               | Locul descoperirii                              | Descoperitor(i)                                 |                                                 |                                                 |                                                 |                                                 |                                                 |                                                 |                                                 |                                                 |                                                 |                                                 |                                                 |                                                 |                                                 |                                                 |                                                 |                                                 |                                                 |                                                 |                                                 |                                                 |                                                 |                                                 |                                                 |                                                 |                                                 |                                                 |                                                 |                                                 |                                                 |                                                 |                                                 |                                                 |                                                 |                                                 |                                                 |                                                 |                                                 |                                                 |                                                 |                                                 |                                                 |                                                 |                                                 |                                                 |                                                 |
| 74001–74100 Lista planetelor minore/74001–74100 | 74001–74100 Lista planetelor minore/74001–74100 | 74001–74100 Lista planetelor minore/74001–74100 | 74001–74100 Lista planetelor minore/74001–74100 | 74001–74100 Lista planetelor minore/74001–74100 | 74101–74200 Lista planetelor minore/74101–74200 | 74101–74200 Lista planetelor minore/74101–74200 | 74101–74200 Lista planetelor minore/74101–74200 | 74101–74200 Lista planetelor minore/74101–74200 | 74101–74200 Lista planetelor minore/74101–74200 | 74201–74300 Lista planetelor minore/74201–74300 | 74201–74300 Lista planetelor minore/74201–74300 | 74201–74300 Lista planetelor minore/74201–74300 | 74201–74300 Lista planetelor minore/74201–74300 | 74201–74300 Lista planetelor minore/74201–74300 | 74301–74400 Lista planetelor minore/74301–74400 | 74301–74400 Lista planetelor minore/74301–74400 | 74301–74400 Lista planetelor minore/74301–74400 | 74301–74400 Lista planetelor minore/74301–74400 | 74301–74400 Lista planetelor minore/74301–74400 | 74401–74500 Lista planetelor minore/74401–74500 | 74401–74500 Lista planetelor minore/74401–74500 | 74401–74500 Lista planetelor minore/74401–74500 | 74401–74500 Lista planetelor minore/74401–74500 | 74401–74500 Lista planetelor minore/74401–74500 | 74501–74600 Lista planetelor minore/74501–74600 | 74501–74600 Lista planetelor minore/74501–74600 | 74501–74600 Lista planetelor minore/74501–74600 | 74501–74600 Lista planetelor minore/74501–74600 | 74501–74600 Lista planetelor minore/74501–74600 | 74601–74700 Lista planetelor minore/74601–74700 | 74601–74700 Lista planetelor minore/74601–74700 | 74601–74700 Lista planetelor minore/74601–74700 | 74601–74700 Lista planetelor minore/74601–74700 | 74601–74700 Lista planetelor minore/74601–74700 | 74701–74800 Lista planetelor minore/74701–74800 | 74701–74800 Lista planetelor minore/74701–74800 | 74701–74800 Lista planetelor minore/74701–74800 | 74701–74800 Lista planetelor minore/74701–74800 | 74701–74800 Lista planetelor minore/74701–74800 | 74801–74900 Lista planetelor minore/74801–74900 | 74801–74900 Lista planetelor minore/74801–74900 | 74801–74900 Lista planetelor minore/74801–74900 | 74801–74900 Lista planetelor minore/74801–74900 | 74801–74900 Lista planetelor minore/74801–74900 | 74901–75000 Lista planetelor minore/74901–75000 | 74901–75000 Lista planetelor minore/74901–75000 | 74901–75000 Lista planetelor minore/74901–75000 | 74901–75000 Lista planetelor minore/74901–75000 | 74901–75000 Lista planetelor minore/74901–75000 |
| ----------------------------------------------- | ----------------------------------------------- | ----------------------------------------------- | ----------------------------------------------- | ----------------------------------------------- | ----------------------------------------------- | ----------------------------------------------- | ----------------------------------------------- | ----------------------------------------------- | ----------------------------------------------- | ----------------------------------------------- | ----------------------------------------------- | ----------------------------------------------- | ----------------------------------------------- | ----------------------------------------------- | ----------------------------------------------- | ----------------------------------------------- | ----------------------------------------------- | ----------------------------------------------- | ----------------------------------------------- | ----------------------------------------------- | ----------------------------------------------- | ----------------------------------------------- | ----------------------------------------------- | ----------------------------------------------- | ----------------------------------------------- | ----------------------------------------------- | ----------------------------------------------- | ----------------------------------------------- | ----------------------------------------------- | ----------------------------------------------- | ----------------------------------------------- | ----------------------------------------------- | ----------------------------------------------- | ----------------------------------------------- | ----------------------------------------------- | ----------------------------------------------- | ----------------------------------------------- | ----------------------------------------------- | ----------------------------------------------- | ----------------------------------------------- | ----------------------------------------------- | ----------------------------------------------- | ----------------------------------------------- | ----------------------------------------------- | ----------------------------------------------- | ----------------------------------------------- | ----------------------------------------------- | ----------------------------------------------- | ----------------------------------------------- |

| Predecesor: 73001–74000 | Lista planetelor minore 74001–75000 Semnificații ale numelor: 74001–75000 | Succesor: 75001–76000 |